# Андрущак Ія Рафаелівна
Ія Рафаелівна Андрущак (нар. 13 березня 1987, Санкт-Петербург, СРСР) — колишня українська футболістка, півзахисниця жіночої збірної України. У 2011 та 2013 роках номінувалася на звання найкращої футболістки України. 

## Клубна кар'єра
Мати за професією інженер, яка після закінчення вузу в Санкт-Петербурзі переїхала до Хмельницького. Ія почала займатися футболом у чотирнадцять років в хмельницькому ДЮСШ №1, де її тренером була Олена Михайло. У шістнадцять років вона дебютувала в складі чернігівської «Легенди» в матчі 24 червня 2003 року в Кубку України проти київської «Олександрії» (12:0). Цей поєдинок Андрущак завершила з двома забитими м'ячами. Дебют в Кубку УЄФА відбувся 8 серпня 2006 року в матчі проти кіпрського клубу «АЕК Коккінохоріон» (4:0). Разом з командою ставала чемпіоном України, двічі срібним призером чемпіонату, а також двічі вигравала і ставала фіналісткою Кубка України.
2007 року Андрущак стала гравцем харківського клубу «Житлобуд-1». Разом з командою чотири рази ставала срібним призером чемпіонату і один раз здобувала перемогу в даному турнірі. Андрущак у складі «Житлобуду» чотири рази вигравала Кубок і один раз ставала його фіналістом.
Паралельно з футбольною кар'єрою у «Житлобуді-1», два сезони провела у футзалі у складі «Олімпіка» (Дніпропетровськ), з яким у першому ж сезоні стала срібним призером чемпіонату України.
На початку 2012 року, разом з іншою українкою Дарією Воронцовою, стала гравцем «Кубаночки». . Провівши півтора року в краснодарської команді Андрущак перейшла в інший російський клуб «Зірка-2005». Брала участь в Кубку УЄФА, двічі ставала чемпіоном і срібним призером чемпіонату Росії, тричі вигравала Кубок Росії
Взимку 2017 року Ія повернулася в «Житлобуд-1», з яким стала переможцем зимового чемпіонату та срібним призером чемпіонату України.  У грудні 2017 року Андрущак стала послом на фіналі жіночої Ліги чемпіонів, який відбувся в Києві. 

## Кар'єра в збірній
Виступала за збірну України U-19. Дебют відбувся 15 квітня 2003 року в матчі проти Словаччини (5:1). Всього за збірну U-19 провела 10 ігор. 
Свій дебютний поєдинок за національну команду провела 24 жовтня 2010 року у матчі проти збірної Росії. 
13 квітня 2021 року в рамках євровідбору збірна України зіграла в плей-оф проти збірної Північної Ірландії, але пробитися на головний футбольний форум Європи не вдалося. Одразу після поєдинку у Белфасті Ія Андрущак та Ольга Бойченко оголосили про завершення виступів за національну збірну України.
За свою історію легенда українського жіночого футболу Ія Андрущак зіграла у складі головної команди країни 58 матчів.
Тричі Андрущак виводила команду з капітанською пов’язкою. 

## Тренерська кар'єра
8 листопада 2023 року полтавська «Ворскла» офіційно оголосила про зміни у тренерському складі своєї юнацької команди, де керівне крісло у тренерському штабі команди U-19 полтавського клубу посіла Ія Андрущак.
Ця подія стала історичною в українському футболі, адже це перший в Україні випадок коли  чоловічу команду очолила тренер-жінка. 

## Досягнення

### У футболі
«Легенда»
- Чемпіонат України
  -  Чемпіон (1): 2005
  -  Срібний призер (2): 2004, 2006

- Кубок України
  -  Володар (2): 2004, 2005
  -  Фіналіст (2): 2003, 2006

«Житлобуд-1»
- Чемпіонат України
  -  Чемпіон (2): 2008, 2018
  -  Срібний призер (4): 2007, 2009, 2010, 2017

- Кубок України
  -  Володар (5): 2007, 2008, 2010, 2011, 2018
  -  Фіналіст (1): 2009

«Зірка-2005»
- Чемпіонат Росії
  -  Чемпіон (2): 2014, 2015
  -  Срібний призер (2): 2013, 2016

- Кубок Росії
  -  Володар (3): 2013, 2015, 2016

«Житлобуд-2»
- Чемпіонат України
  -  Срібний призер (1): 2019

«Ворскла»
- Чемпіонат України
  -  Чемпіон (2): 2020 , 2023
- Кубок України
  -  Володар (3): 2020, 2021, 2022

### У футзалі
«Олімп»
- Чемпіонат України
  -  Срібний призер (1): 2009/10